# دوغ كونينغهام (لاعب كرة قدم أمريكية)
دوغ كونينغهام (بالإنجليزية: Doug Cunningham)‏ هو لاعب كرة قدم أمريكية أمريكي، ولد في 14 سبتمبر 1945 في لويزفيل في الولايات المتحدة، وتوفي في 13 يناير 2015 في جاكسون في الولايات المتحدة.

## وصلات خارجية
- دوغ كونينغهام على موقع مرجع كرة القدم المحترفة.كوم (الإنجليزية)